# Beata Halassy
Beata Halassy (* 1971) ist eine kroatische Virologin und Immunologin. Sie ist leitende Wissenschaftlerin und Gruppenleiterin am Zentrum für Forschung und Wissenstransfer in Biotechnologie der Universität Zagreb. Bekanntheit erlangte sie durch die erfolgreiche Selbstbehandlung ihres eigenen Brustkrebses mit laborgezüchteten Viren.

## Leben
Halassy promovierte in Virologie und Immunologie und spezialisierte sich auf die Kultivierung und Reinigung von Viren im Labor. Sie arbeitete 19 Jahre lang in der pharmazeutischen Industrie, wo sie an der Herstellung von Impfstoffen und Antikörpertherapeutika beteiligt war. Ihre Forschungsinteressen umfassen die Immunogenität komplexer Antigene wie Tier- und Humanviren und Schlangengifte sowie die Entwicklung passiver Antikörpertherapien zur Behandlung von Vergiftungen und Viruskrankheiten. Sie veröffentlichte mehr als 75 wissenschaftliche Arbeiten und hält mehrere Patente in Europa und den Vereinigten Staaten im Bereich der Virusreinigung. Während der COVID-19-Pandemie konzentrierte sie sich auf die Entwicklung und Einführung einer Serotherapie für COVID-19 in Kroatien.

## Selbstbehandlung von Brustkrebs
Im Jahr 2020, im Alter von 49 Jahren, wurde bei Halassy zum zweiten Mal Brustkrebs diagnostiziert, nachdem sie bereits eine Mastektomie an ihrer linken Brust hatte durchführen lassen. Sie konnte sich keiner weiteren Chemotherapie unterziehen und beschloss, eine unbewiesene Behandlung namens onkolytische Virotherapie (OVT) an sich selbst auszuprobieren.
Halassy kultivierte und reinigte zwei verschiedene Viren in ihrem Labor: ein Masernvirus und ein vesikuläres Stomatitis-Virus (VSV). Beide Viren sind bekannt dafür, Zellen zu infizieren, aus denen ihr Tumor entstanden ist, und wurden bereits in klinischen Studien zur OVT eingesetzt. Über einen Zeitraum von zwei Monaten verabreichte ihr ein Kollege die frisch vorbereiteten Viren direkt in ihren Tumor. Ihre Onkologen überwachten sie während der Selbstbehandlung, um bei Bedarf zur konventionellen Chemotherapie wechseln zu können. Die Behandlung schien wirksam zu sein: Der Tumor schrumpfte erheblich, wurde weicher und löste sich vom Brustmuskel und der Haut, die er zuvor infiltriert hatte, was eine einfache chirurgische Entfernung ermöglichte. Nach der Operation erhielt sie ein Jahr lang eine Behandlung mit dem Krebsmedikament Trastuzumab, um ein Wiederauftreten zu verhindern. Seitdem ist sie krebsfrei.
Ihre Fallstudie wurde in der Zeitschrift Vaccine des umstrittenen MDPI-Verlages veröffentlicht, der vielfach als „Raubverlag“ betrachtet wird, nachdem sie mehr als ein Dutzend Ablehnungen von anderen Fachzeitschriften erhalten hatte, hauptsächlich aufgrund ethischer Bedenken bezüglich der Selbstexperimente. Halassy betont, dass Selbstmedikation mit onkolytischen Viren nicht der erste Ansatz bei einer Krebsdiagnose sein sollte. Die positive Erfahrung mit ihrer Selbstbehandlung veränderte den Schwerpunkt ihrer Forschung. Im September 2024 erhielt sie eine Förderung zur Untersuchung von OVT zur Behandlung von Krebs bei Haustieren.